# The Walker
«The Walker» es una canción de la banda de neo soul estadounidense Fitz and The Tantrums. Sirve como el segundo sencillo de su segundo álbum More Than Just a Dream.
El video musical fue dirigido por Warren Kommers y fue nominado a un premio MTV Video Music Award 2014 en la categoría Mejor montaje.

## Posicionamiento en listas
| Listas (2013–14)                          | Mejor posición |
| ----------------------------------------- | -------------- |
| Canadá (Canadian Hot 100)                 | 82             |
| Estados Unidos (Billboard Hot 100)        | 67             |
| Estados Unidos (Adult Top 40)             | 13             |
| Estados Unidos (Alternative Airplay)      | 1              |
| Estados Unidos Hot Rock Songs (Billboard) | 11             |